# Astrild à tête noire
Estrilda atricapilla
Espèce
Statut de conservation UICN

 LC  : Préoccupation mineure
L'Astrild à tête noire (Estrilda atricapilla) est une espèce de passereaux appartenant à la famille des Estrildidae.
Cet oiseau vit en Afrique centrale.